# Egetra
 (décembre 2020).
Si vous disposez d'ouvrages ou d'articles de référence ou si vous connaissez des sites web de qualité traitant du thème abordé ici, merci de compléter l'article en donnant les références utiles à sa vérifiabilité et en les liant à la section « Notes et références ».
Egetra (Études Gestion Transit) est une entreprise familiale de logistique à dimension internationale. Le groupe a vu le jour en 1947 à Paris. Depuis lors, Egetra a une forte croissance internationale avec des agences au Canada, en Europe et en Asie. La dernière agence s'est ouverte en Chine en 2009.

## Historique
L'histoire du groupe Egetra remonte au XIXe siècle. Le groupe comprend trois entités : Egetra, Despradelle et Valade. Valade est la compagnie mère du groupe.

### Le commencement: création de Valade
La Société G.R. Valade, créée en 1930 par Georges et René Valade succède à la Société Valade fondée à la fin du XIXe siècle par leur père, Marcel Valade. Elle était installée rue Ferrere près de toutes les structures liées au port de Bordeaux (quais, compagnies maritimes, douanes, banques, etc.).
En 1980, elle déménage dans la zone de fret à Bruges où elle loue, à la Chambre de Commerce un entrepôt de 1 000 m2 avec bureaux. À cette époque son activité principale est d’accomplir les formalités douanières, de réceptionner, stocker, et expédier du matériel industriel et notamment du matériel de forage pétrolier.
En 1988, la Société G.R. Valade engage la construction d’un bâtiment avec bureaux administratifs et entrepôt sur un terrain situé sur la zone de fret.
Avec l’arrêt des grands programmes de recherches pétrolifères, la chute du trafic maritime vers l’Afrique, le déclin général du port de Bordeaux, l’intensification de la conteneurisation, GR Valade engage une reconversion dans la logistique du vin et le transport routier international. Elle garde ses activités de transitaire, commissionnaire de transport, transporteur routier, maritime et aérien. 
Valade par la suite fera l'acquisition de deux autres entrepôts pour lui permettre d'accroître son activité. Elle développe son activité dans la filière vin et afin de compléter son outil de production fait l’acquisition d’un groupe mobile d’embouteillage en 1996. 
En 1999, Valade décide de l'extension d'un entrepôt existant et de la construction d'un entrepôt spécial destiné à la logistique du vin. Cet entrepôt sous température dirigée, équipé de racks est entièrement destiné au stockage des Grands Crus, en libre, sous douane ou en entrepôt fiscal.
En 2007, à la demande de l’un de ses clients, elle implante dans l’un de ses entrepôts, deux cellules privatives de 230 m2 chacune. Ces " caves particulières "entièrement climatisées garantissent une conservation optimum des grands crus (température maxi de 16° et 70 % d’humidité). Cet ensemble, bâti sur une zone gardiennée, constitue actuellement un site clos, entièrement sécurisé (système anti intrusion –surveillance vidéo –barrières périphériques infrarouge) d’une superficie de 32 000 m2 comprenant 16 000 m2 d’entrepôts.

### Le rapprochement entre Valade et Egetra
Parallèlement à l’implantation Bordelaise René VALADE fonde en 1947 la société EGETRA, pour lui permettre de commercialiser ses activités en région Parisienne. Il est rapidement rejoint par son gendre Yves POITEVIN. C'est ainsi que le groupe Egetra vit le jour.

### La croissance du groupe
Le groupe Egetra propose des services de transport et de logistique dans le monde entier. 
En 1958, le groupe a pu obtenir l'agrément en douane ce qui a permis de développer tous les modes de transport : aérien, maritime et routier.
Dès 1961, Egetra assurera pendant 25 ans le transport du matériel destiné à la recherche pétrolière.
En 1968, ouverture d'une agence à Saint Denis.
En 1970, implantation à l'aéroport de Paris-Charles-de-Gaulle et à Düsseldorf en Allemagne.
En 1975, implantation aux Pays-Bas à Venlo.
En 1980, intensification des partenariats européens et internationaux.
En 1992, rachat de Despradelle, un des plus grands transporteurs de livres entre l'Europe et le Canada. Ouverture d'une agence à Montréal.
En 1994, implantation à Bucarest en Roumanie. 
En 1995, création du siège social à Goussainville (Val-d'Oise) près de Roissy.
En 2001, implantation à Casablanca au Maroc.
En 2009, ouverture d'une agence à Shanghai en Chine et à Constanța en Roumanie.

### Activités
Egetra propose différents services : 
- Transport routier : 3 000 camions de groupage dans toute l'Europe. Service de porte à porte, transport de produits dangereux, service express, FTL et LTL, lignes régulières vers les principales villes européennes.

- Transport maritime : service de port à port et de porte à porte dans le monde entier. Conteneurs dédiés, full and part load containers, stuffing, unstuffing, drayage.

- Transport aérien : Certifications IATA et ATAF. Service de porte à porte, assurance, bureau à l'aéroport Roissy CDG et nombreux départs journaliers.

### Services spécifiques
Grâce au savoir-faire longtemps acquis dans la logistique du vin par Valade, le groupe Egetra propose des services spécifiques en matière de logistique et d'import/export de vins et spiritueux. Egetra peut garantir une qualité de service globale grâce à ses agences et partenaires qui ont un savoir-faire dans ce domaine.
De plus, Egetra a les autorisations nécessaires pour assurer le transport des produits dangereux et des médicaments.
Enfin, le personnel est expert en ce qui concerne les règlementations douanières pour ainsi garantir un rapide traitement des produits par les douanes.

### Agences en France et dans le monde

#### Agences en France
Goussainville - 96 069

Roissy CDG - 95 707 

Garonor - 93 613 

Strasbourg - 67 020 

Lyon - 69 200

Marseille - 13 015

Toulouse - 31 621

Bordeaux - 33 521

Le Havre - 76 600
Rethel - 08300

#### Agences dans le monde
Shanghai (Chine) - 200 336

Bucarest - Constanta (Roumanie)

Nettetal (Allemagne) - 41 334

Montréal (Canada) - H1J 1N9

Casablanca (Maroc) - 20 300
Singapour - 498774